# Lahn-Dill-Kreis
Lahn-Dill-Kreis är ett distrikt (Landkreis) i västra delen av det tyska förbundslandet Hessen.
1. ↑  GeoNames, 2005, Geonames-ID: 3220991, läs online och läs online.[källa från Wikidata]
2. ↑  läs online, www.destatis.de .[källa från Wikidata]